# Biopyrellia bipuncta
Biopyrellia bipuncta är en tvåvingeart som först beskrevs av Christian Rudolph Wilhelm Wiedemann 1830.  Biopyrellia bipuncta ingår i släktet Biopyrellia och familjen husflugor. Inga underarter finns listade i Catalogue of Life.